# ARFU Asian Rugby Championship 1978
L'Asian Rugby Championship 1978 (in inglese 1978 ARFU Asian Rugby Championship) fu il 6º campionato asiatico di rugby a 15 organizzato dall'ARFU, organismo continentale di governo della disciplina.
Si tenne tra il 18 e il 25 novembre 1978 a Kuala Lumpur, in Malaysia, tra sette squadre divise in due gironi, uno da quattro squadre e l'altro da tre.
Come nelle precedenti edizioni a gironi, la finale per il primo posto si tenne tra le due squadre prime classificate di ogni raggruppamento, mentre invece le seconde classificate disputarono la gara di consolazione per il terzo posto.
La preparazione al torneo fu elaborata perché, dopo cinque vittorie consecutive del Giappone, le concorrenti più agguerrite (Singapore e Corea del Sud in particolare) stavano spendendo molte energie per cercare di colmare la differenza con la loro avversaria: negli ultimi giorni prima dell'avvio del torneo, la federcalcio singaporeana prestò a quella rugbistica il proprio centro d'allenamento affinché la nazionale potesse giungere pronta all'appuntamento; i nipponici erano inseriti in un girone ampiamente alla loro portata con la Thailandia, battuta per 23 a 16 e, a seguire, Sri Lanka, regolato con il punteggio di 36-8 che, se pur garantiva l'ennesima finale, fu visto come un risultato frutto di una prestazione non convincente e possibile segnale che, per la prima volta in dieci anni, la formazione del Sol Levante fosse battibile.
Nell'altro girone la Corea del Sud fece il vuoto dietro di sé, virtualmente aggiudicandosi il posto in finale dopo due partite vinte contro Singapore e Hong Kong e chiudendo a punteggio pieno con un 62-0 alla Malaysia padrona di casa; tuttavia nell'ultimo atto, allo Stadio Merdeka di Kuala Lumpur, furono di nuovo i giapponesi a vincere 16-4 dopo che i coreani erano andati in vantaggio nei primi minuti con una meta che rimase la loro unica segnatura in tutta la partita e a confermarsi campioni d'Asia per la sesta volta a seguire; il giorno prima, allo stadio delle Forze Armate, Singapore aveva raggiunto altresì il suo fino ad allora miglior risultato nella competizione, vincendo la gara per il terzo posto con un calcio piazzato nel tempo di recupero che gli permise di ribaltare il risultato e battere 16-15 la Thailandia.

## Squadre partecipanti
| Girone A   | Girone B      |
| ---------- | ------------- |
| Giappone   | Corea del Sud |
| Sri Lanka  | Hong Kong     |
| Thailandia | Malaysia      |
|            | Singapore     |

## Fase a gironi

### Girone A
| Data             | Incontro                 | Risultato | Sede         |
| ---------------- | ------------------------ | --------- | ------------ |
| 19 novembre 1978 | Sri Lanka — Thailandia   | 16-23     | Kuala Lumpur |
| 21 novembre 1978 | Giappone XV — Thailandia | 47-18     | Kuala Lumpur |
| 23 novembre 1978 | Giappone XV — Sri Lanka  | 34-8      | Kuala Lumpur |

#### Classifica
|    | Squadra    | G | V | N | P | P+ | P- | P±  | PT |
| -- | ---------- | - | - | - | - | -- | -- | --- | -- |
| A1 | Giappone   | 2 | 2 | 0 | 0 | 81 | 26 | +55 | 4  |
| A2 | Thailandia | 3 | 1 | 0 | 1 | 41 | 63 | -22 | 2  |
|    | Sri Lanka  | 2 | 0 | 0 | 2 | 24 | 57 | -33 | 0  |

### Girone B
| Data             | Incontro                  | Risultato | Sede         |
| ---------------- | ------------------------- | --------- | ------------ |
| 18 novembre 1978 | Corea del Sud — Singapore | 40-3      | Kuala Lumpur |
| 18 novembre 1978 | Malaysia — Hong Kong      | 12-32     | Kuala Lumpur |
| 20 novembre 1978 | Hong Kong — Corea del Sud | 0-7       | Kuala Lumpur |
| 20 novembre 1978 | Malaysia — Singapore      | 15-16     | Kuala Lumpur |
| 22 novembre 1978 | Hong Kong — Singapore     | 9-19      | Kuala Lumpur |
| 22 novembre 1978 | Malaysia — Corea del Sud  | 0-62      | Kuala Lumpur |

#### Classifica
|    | Squadra       | G | V | N | P | P+  | P-  | P±   | PT |
| -- | ------------- | - | - | - | - | --- | --- | ---- | -- |
| B1 | Corea del Sud | 3 | 3 | 0 | 0 | 109 | 3   | +106 | 6  |
| B2 | Singapore     | 3 | 2 | 0 | 1 | 38  | 64  | -26  | 4  |
|    | Hong Kong     | 3 | 1 | 0 | 2 | 41  | 38  | +3   | 2  |
|    | Malaysia      | 3 | 0 | 0 | 3 | 27  | 110 | -83  | 0  |

## Finali

### Finale per il terzo posto
| Arbitro: | Won Ho-jun |

|                 |      |                       |
| Jarmal 31’, 65’ | mt   | 46’ tecnica 78’ Suvit |
| Taib 65’        | tr   | 46’, 78’ Apirak       |
| Taib 20’, 80’   | c.p. | 1’ Apirak             |

### Finale
| Arbitro: | Terry Russell |

|                          |      |                |
| Yoshida 41’ Toyoda 80+1’ | mt   | 6’ Kim Ki-jung |
| Minamikawa 41’           | tr   |                |
| Minamikawa 38’, 77’      | c.p. |                |